# سیدی عبدالمؤمن
سیدی عبدالمؤمن (به عربی: سيدي عبد المؤمن) یک شهرداری در الجزایر است که در استان معسکر واقع شده‌است. سیدی عبدالمؤمن ۱۳٬۳۰۶ نفر جمعیت دارد.